# Jackie Acevedo
Jackie Lynn Acevedo (* 18. Januar 1987 in Austin, Texas) ist eine mexikanisch-US-amerikanische Fußballspielerin, die zuletzt in der Saison 2014 beim Portland Thorns FC in der National Women’s Soccer League unter Vertrag stand.

## Karriere

### Verein
Acevedo begann ihre Karriere während ihres Studiums an der University of Tennessee und der Southern Nazarene University in den dortigen Hochschulmannschaften. Parallel dazu lief sie in der Saison 2010 für den W-League-Teilnehmer Hudson Valley Quickstrike Lady Blues auf. Von 2012 bis 2013 spielte sie für die Franchises der Oklahoma Alliance und Houston Aces in der WPSL.
Bei der Player Allocation zur Saison 2014 der NWSL wurde Acevedo der Franchise des Portland Thorns FC zugewiesen und absolvierte dort im Saisonverlauf zwei Kurzeinsätze. Vor der Saison 2015 befand sie sich nicht mehr im mexikanischen Zuweisungspool.

### Nationalmannschaft
Zu Beginn spielte Acevedo für Jugendnationalmannschaften des US-amerikanischen Fußballverbandes, ehe sie später in der mexikanischen U-20-Nationalmannschaft auflief und mit dieser unter anderem an der U-20-Weltmeisterschaft 2006 teilnahm. Am 24. November 2013 debütierte sie bei einem Freundschaftsspiel gegen Kanada in der Mexikanischen Fußballnationalmannschaft.